# 李明璁
李明璁（1971年8月22日—），台灣社會學、人類學學者，英國劍橋大學國王學院社會人類學博士。
李明璁曾在清大社會所與台大社會系任教，並於2008年11月6日透過網路發起野草莓學運，曾經擔任台北市政府市政顧問、青平台基金會董事、文化部流行音樂產業推動委員會委員，並為蘋果日報、新新聞、The Affairs週刊編集與Harper’s Bazaar雜誌等報刊撰寫專欄，亦為麥田文化主編『時代感』書系。
李明璁因升等問題和臺大進行多年的訴訟，2023年，被指控長期運用權勢和多名女學生發展師生戀而辭去所有教職。
2025年，李明璁被台大認定性騷擾案成立並解聘，列管於教育部不適任教師系統。

## 背景
李明璁曾於荷蘭國際亞洲研究中心、比利時安特衛普皇家藝術學院、與東京國際基督教大學客座研究，主持科技部、文化部與台北市文化局多項研究、教育與出版計劃，並參與數個博物館、藝文與音樂相關策展。共同參與創辦電影雜誌《Cue》並任初期總編輯，著有學術論文數篇，非學術類的出版作品，包括散文集《物裡學》、短篇小說集《Rock Moment》，並籌劃主編《樂進未來：台灣流行音樂的十個關鍵課題》、《時代迴音：記憶中的台灣流行音樂》（獲金鼎獎優良出版品推薦）、《台北秘密音樂場所》、《耳朵的棲息與散步：記憶台北聲音》等。

### 經歷
- 日本東京國際基督教大學、比利時安特衛普皇家藝術學院客座研究
- 台北醫學大學兼任講師與國立清華大學兼任助理教授
- 2008野草莓學運發起人
- 新國會政策研究中心、民主進步黨政策研究中心副研究員
- 探照文化知識長
- 2020年《我在市場待了一整天》主持人
- 2021年《我又在市場待了一整天》主持人

### 活動
- 台北國際書展書展大獎評審（2017）
- 電視金鐘獎評審（三屆2012, 2015, 2017）
- 台北電影節「社會公義特別獎」評審（兩屆2011, 2017）
- 出版金鼎獎評審（三屆2011, 2013, 2014）
- 時報文學獎評審（兩屆2009, 2010）
- 國家文創精品獎評審（兩屆2009, 2010）
- 林榮三文學獎評審（2009）
- 參與創辦《cue.》電影雜誌並任總編輯
- 參與文化部暨數位出版聯盟『百年千書』評選計畫
- 參與新聞局『獨立音樂錄製出版暨行銷補助計畫』評審
- 麥田出版〈時代感〉書系策劃主編
- 文化部暨教育部「國民小學流行音樂輔助教材」計畫主持人
- 臺北市文化局流行音樂專書出版計畫主持人

## 爭議

### 教師升等
李明璁返台後最初任教於清華大學，2005年起在台大社會系以助理教授資格擔任教職。因升等未通過，向教育部訴願未果，因此提請行政訴訟，主張審定辦法有疑義且評議過程有程序瑕疵，欲撤銷處分。台北高等行政法院判決日前出爐，判李明璁勝訴，原處分撤銷，台大應讓李明璁重新選定代表著作，台大校方也必須重聘審查委員。惟，台大原先作出升等未過的爭議點在於李明璁學術著作產量不足，而繳交升等審查之著作大幅引用自己的博士論文，因而引發認定上的爭議。行政法院退回代表台大需要重聘審查委員重新認訂李明璁所繳資料是否符合升等標準。

### 金鐘獎得獎講太久超時
因《我在市場待了一整天》在第55屆金鐘獎得獎生活風格節目獎和非戲劇類節目攝影獎和節目創新獎致詞太久超時惹怨。

### 慣性運用權勢發展師生戀
2023年5月下旬，台灣各界掀起#MeToo運動，李明璁遭到指控其於國立臺灣大學社會學系擔任助理教授期間，常態性的利用師生不對等位置，機巧地「誘導」女學生發展師生戀，甚至嘗試於個人研究室與女學生發生性關係。其中一篇告發文在隱藏掉原發文者姓名以及照片後公開，李明璁事件開始被媒體注意。台灣大學社會系在6月16日於臉書發表聲明，表示此案已交由該校性平會處理。本人則表示辭去所有教職。公共電視則將其節目全面下架。清華大學性平會也針對李明璁在2005年至2008年間的疑似性平事件立案調查。
2025年3月中，台大認定李明璁性騷擾學生案成立，依《教師法》解聘，4年不得聘任為教師，且通報教育部列管於不適任教師系統。

## 著述
其學術論文十餘篇，散見於《台灣社會學刊》、《新聞學研究》、《戶外遊憩研究》等期刊與數本英、日文專書。

### 學術著作
- Mingtsung Lee (2015)， "Gender Representation and Bodily Negotiation in Taiwan's Occupy Congress Movement." ，《日本ジェンダー研究》第18號。
- 李明璁（2015），〈韓國流行音樂的視覺性、身體化與性別展演：以「少女時代」的MV產製和消費挪用為例〉，《新聞學研究》第122期。
- Lee, Ming-Tsung (2015)， “Discoursing ‘Japan’ in Taiwanese Identity Politics: The Structures of Feeling of the Young Harizu and Old Japanophiles” ，《臺灣東亞文明研究學刊》第12卷第2期，頁49-103。
- 李明璁（2014），〈從觀光凝視到旅居實作：一個台灣和日本遊學生的比較民族誌研究〉，《戶外遊憩研究》第27卷第4期。
- 李明璁、林穎孟（2013），〈從情緒勞動到表演勞動：臺北「女僕喫茶（咖啡館）」之民族誌初探〉，《臺灣社會學刊》第53期。
- 李明璁（2010），『台北西門町に見る東京的消費風景─脱領域から再領域化へ』，收錄於《東アジア新時代の日本と台湾》，明石書店出版。
- 李明璁（2009），〈去／再領域化的西門町：「擬東京」消費地景的想像與建構〉，《文化研究》第9期。
- 李明璁（2006），〈起得太晚的「國族」，來得太快的「後國族」：評June Yip, Envisioning Taiwan: Fiction, Cinema, and the Nation in the Cultural Imaginary〉，《臺灣社會學刊》第36期，頁235-243。

## 榮譽
- 2008年：台大教學優良獎
- 2014年：台大教學優良獎
- 2015年：台大頒發「任教十年資深優良教師」